# Skogholmen
Ne doit pas être confondu avec Skogholmen (Øygarden).
Skogholmen est une île norvégienne du comté de Hordaland appartenant administrativement à Brattholmen.

## Description
Rocheuse et couverte d'arbres, elle s'étend sur environ 154 m de longueur pour une largeur approximative de 51 m. 